# Prawo ciążenia (film)
Prawo ciążenia (ang. Labor Pains, 2009) – amerykańska komedia romantyczna.

## O filmie
W tej komedii romantycznej Lindsay Lohan gra asystentkę pracującą w nudnym wydawnictwie. Kiedy jej nieprzyjemny szef postanawia ją zwolnić, dziewczyna stara się temu zapobiec udając, że jest w ciąży. Kiedy na wieść o dziecku jej bliscy zaczynają ją wręcz nosić na rękach, dziewczyna postanawia trzymać się tego, co powiedziała przez całe dziewięć miesięcy.

## Obsada
- Lindsay Lohan – Thea
- Luke Kirby – Nick
- Cheryl Hines – Lisa DePardo
- Kevin Covais – Greg
- Bonnie Somerville – Suzie Cavandish
- Creed Bratton – Abbott
- Bridgit Mendler – Emma
- Chris Parnell – Jerry